# Švihov (Plzeň)
Švihov é uma cidade checa localizada na região de Plzeň, distrito de Klatovy.

## Galeria

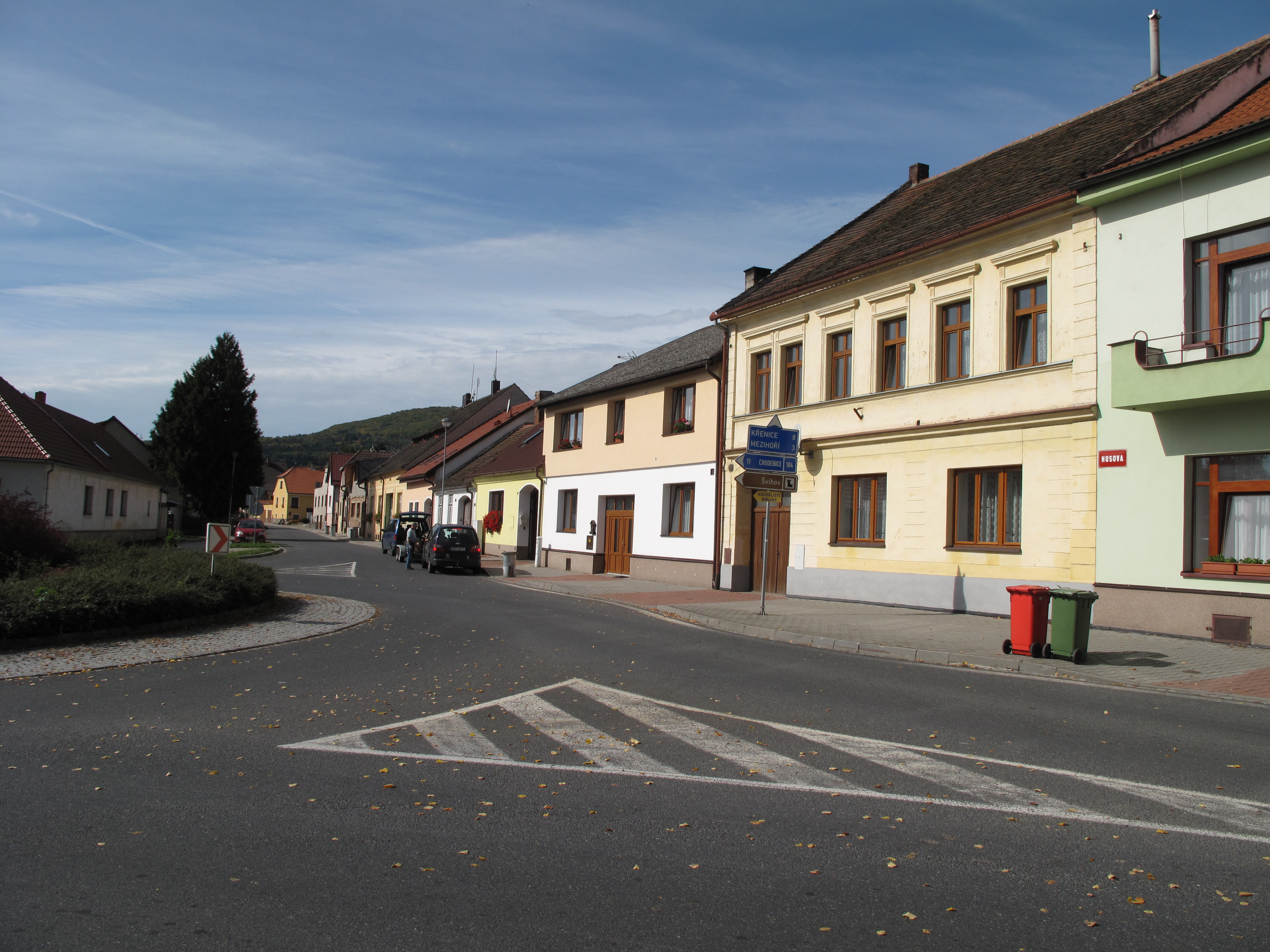
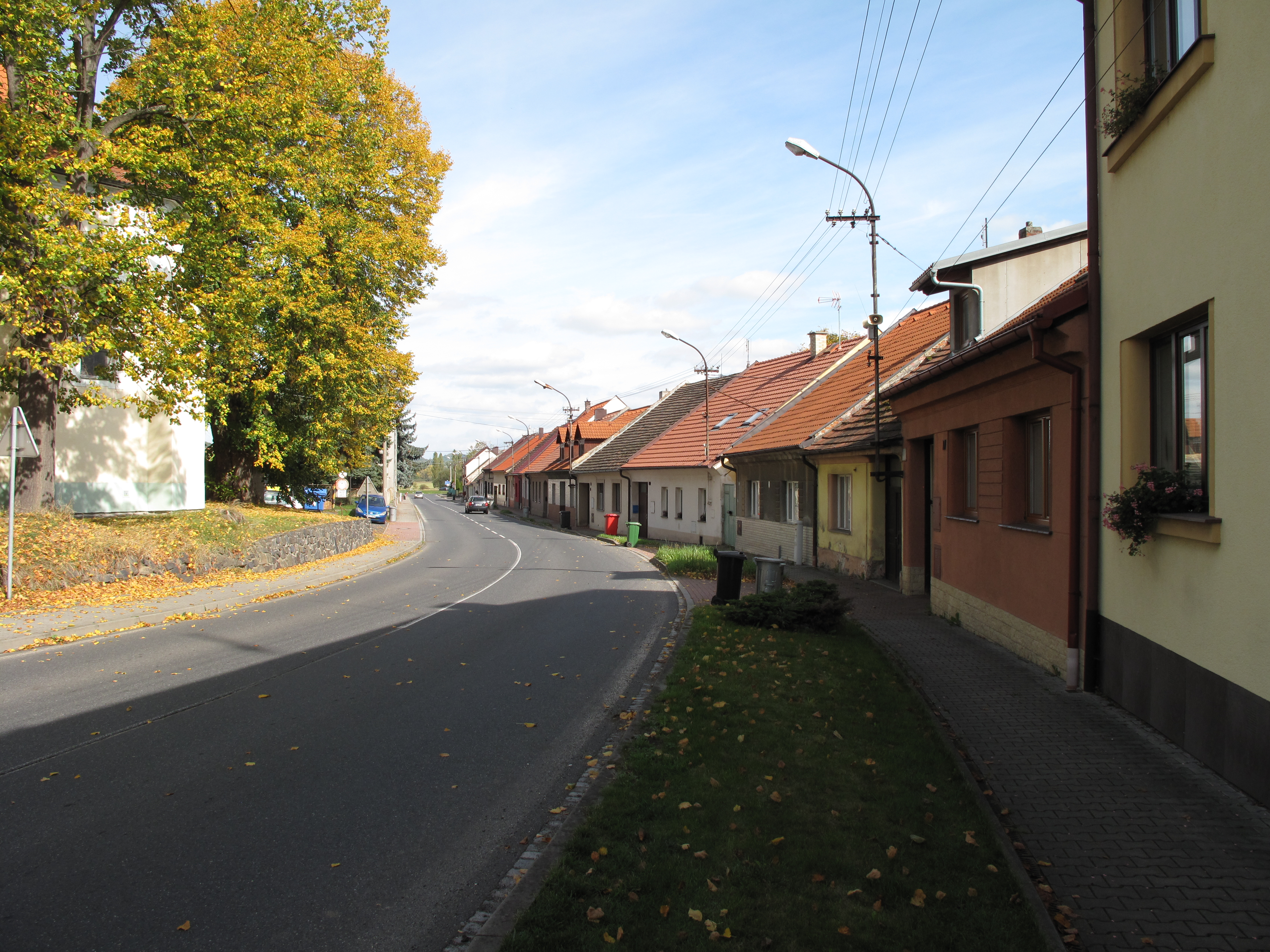
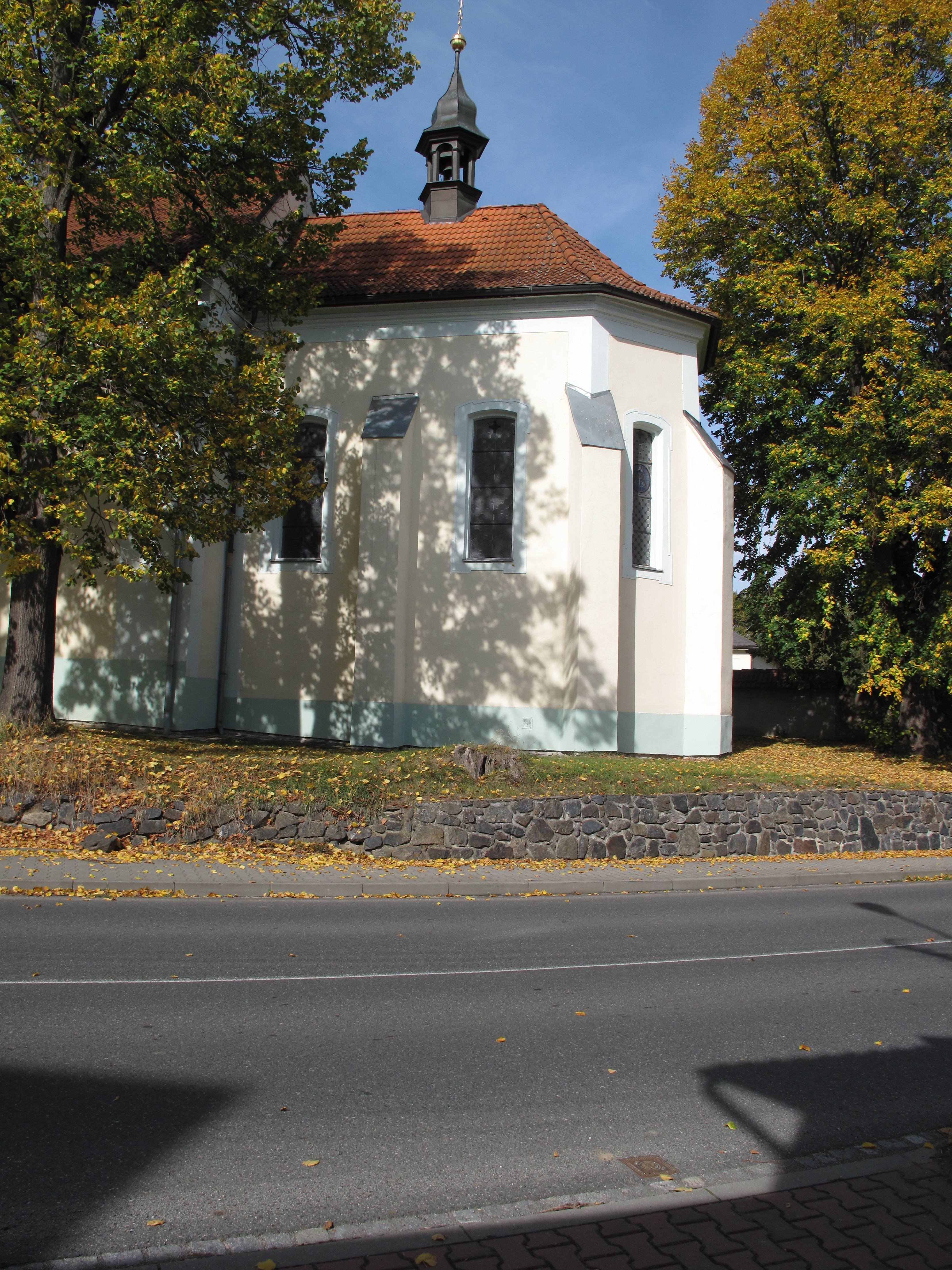